# Aleko Konstantinov
Aleko Ivanicov Konstantinov, noto anche collo pseudonimo di Štastliveca (in bulgaro Алеко Иваницов Константинов, Щастливеца?; Svištov, 1º gennaio 1863 – Radilovo, 23 maggio 1897), è stato uno scrittore bulgaro, conosciuto principalmente per il personaggio di sua invenzione Baj Gan'o, uno dei più popolari della letteratura bulgara.
Figlio di un commerciante, si laureò in giurisprudenza presso l'università di Odessa nel 1885. Prima di iniziare a scrivere, fece l'avvocato a Sofia. La sua prima novella Baj Gan'o (Zio Gan'o) racconta le avventure di un commerciante ambulante di tappeti ed essenza alle rose in Europa occidentale che è divenuto uno dei personaggi più celebri della letteratura in lingua bulgara.
Konstantinov fu un viaggiatore cosmopolita, è stato il primo in Bulgaria a narrare i suoi viaggi in Europa e America. Visitò l'Esposizione universale del 1889 a Parigi, quella di Praga nel 1891 e la World Columbian Exposition di Chicago nel 1893 come rappresentante della nuova nazione bulgara, dopo 500 anni di occupazione ottomana.
To Chicago and Back, i suoi appunti di viaggio sulla sua esperienza americana, suscitarono un vasto interesse a Chicago, che ospita oggi la maggiore comunità bulgara negli Stati Uniti.
Venne assassinato nel 1897 nei pressi di Radilovo mentre era in viaggio verso Peštera, più probabilmente per errore, laddove il vero obiettivo sarebbe stato l'amico che viaggiava con lui (un politico locale) e col quale aveva scambiato il posto in carrozza poco prima. Esiste anche l'ipotesi che i suoi saggi, di denuncia delle trame intessute dai governanti la Bulgaria dell'epoca, furono la vera causa del suo assassinio.
Konstantinov è ritratto sulla banconota da 100 lev bulgari stampata a partire dal 2003. A Chicago l'imprenditore Šefket Čapadžiev che deve alla lettura di To Chicago and Back l'idea di immigrare in città, gli ha eretto un busto.